# Голубовка (Прилукский район)
Голубовка (укр. Голубівка) — село в Прилукском районе Черниговской области Украины. Население — 964 человека. Занимает площадь 2,185 км². Расположено на реке Зарукавна (приток Удая).
Код КОАТУУ: 7424183703. Почтовый индекс: 17580. Телефонный код: +380 4637.

## География
Расстояние до районного центра:Прилуки : (8 км.), до областного центра:Чернигов (133 км.), до столицы:Киев (142 км.). Ближайшие населенные пункты: Дедовцы и Ивковцы 3 км, Егоровка 4 км, Манжосовка 5 км.

## Власть
Орган местного самоуправления — Ивковецкий сельский совет. Почтовый адрес: 17580, Черниговская обл., Прилукский р-н, с. Ивковцы, ул. Независимости, 3а.

## История
Есть на карте 1812 года.
В ХІХ столетии село Голубовка было в составе Богдановской волости Прилукского уезда Полтавской губернии. В селе была Златоустовская церковь. Священнослужители Златоустовской церкви:
- 1835 — священник Пивоваров, пономарь Сушкевич

В 1862 году в селе владельческом и казачьем Голубовка была церковь православная, завод и  187 дворов где жило 1014 человек
В 1911 году в селе Голубовка была церковно-приходская школа и жило 1746 человек